# Estação Ferroviária de Vigo-Urzáiz
A Estação Ferroviária de Vigo-Urzáiz é um interface do Eixo Atlântico de Alta Velocidade que serve a cidade galega de Vigo. 
Serve actualmente de términus para os serviços rápidos com destino à Estação Ferroviária da Corunha, estando projectada para, no futuro, ser estação de passagem quando a linha de alta velocidade for prolongada até Portugal. 
Foi construída no local da antiga estação ferroviária com o mesmo nome, que até à abertura da Estação Ferroviária Vigo-Guixar, em 2011, foi a única estação ferroviária da cidade de Vigo. A demolição do antigo edifício começou a 28 de Agosto de 2011, tendo a nova estação sido inaugurada a 18 de Abril de 2015.